# Dovilai
Dovilai är en ort i Klaipėda län i nordvästra Litauen. Enligt folkräkningen från 2011 har staden ett invånarantal på 1246 personer.